# Osvaldo González
Osvaldo Alexis González Sepúlveda (Concepción, 10 agosto 1984) è un calciatore cileno, difensore dell'Univ. de Concepción.

## Palmarès

### Club

#### Competizioni nazionali
- Campionato messicano: 1

Toluca: 2009-2010
- Campionato cileno: 4

Universidad de Chile: 2009 (A), 2011 (C), 2012 (A), 2014 (A)
- Coppa del Cile: 1

Universidad de Chile: 2012-2013

#### Competizioni internazionali
- Coppa Sudamericana: 1

Universidad de Chile: 2011

### Individuale
- Equipo Ideal de América: 1

2012